# エイダ・ジョーンズ
エイダ・ジョーンズ（Ada Jones、1873年6月1日 - 1922年5月2日）は、1905年から1920年代にかけて、おもにポピュラー楽曲の録音を残したメゾソプラノ歌手。ジョーンズはイングランドのランカシャー州で生まれたが、6歳だった1879年に、家族とともにアメリカ合衆国ペンシルベニア州フィラデルフィアへ移民した。 1880年代から、子役として舞台に立ち始めていたとされる。
1893年ないし1894年に、ジョーンズはノース・アメリカン・フォノグラフ社(the North American Phonograph Co.) のために、「Sweet Marie」や「The Volunteer Organist」などの吹き込みを行なった。しかし、同社の倒産によってジョーンズのレコード歌手としての活動は1905年まで中断し、その間には、ニューヨーク市のヒューバーの14丁目博物館 (Huber's 14th Street Museum)（一種の見世物小屋）などで歌っていた。ジョーンズは、ビリー・マレイ (Billy Murray) や、レン・スペンサー (Len Spencer) とのデュエットの録音もいくつか残している。ジョーンズは、様々に異なるアクセントや方言で歌っていた。
エイダ・ジョーンズは、1909年に、ビクター軽歌劇団 (Victor Light Opera Company) のために「The Yama Yama Man」を録音した。歌詞の2番と3番はオリジナルから書き換えられ、とくに2番はひどくbawdyになった。この曲は、ジョーンズにとって最大のヒット曲となり、当時のチャートで5週にわたって首位となった。

## 死
エイダ・ジョーンズは、興行ツアー中だった1922年5月2日に、ノースカロライナ州で、腎不全により48歳で死去した。後には夫ヒュー・フラハーティ (Hugh Flaherty) と娘ひとりが残された。

## おもな楽曲
- Sweet Marie（1893年、ないし、1894年）
- The Volunteer Organist（1893年、ないし、1894年）
- Experience (from 'The Little Cherub')（1906年）
- Don't Get Married Any More, Ma（1906年、1907年再録音）
- All She Gets from the Iceman Is Ice（1907年）
- I Just Can't Make My Eyes Behave（1907年）
- If The Man In The Moon Were A Coon（1907年）
- The Yama Yama Man（1909年）
- My Pony Boy（1909年）
- I've Got Rings On My Fingers（1909年）
- Call Me Up Some Rainy Afternoon（1910年）
- Row! Row! Row!（1913年）
- Now I Have to Call Him 'Father'（1908年）
- Beatrice Fairfax, Tell Me What To Do!（1915年）
- Please Come Play In My Yard（1905年）
- The Girl With The Brogue（1910年）
- Whistle It (with Peerless Quartet)（1912年）
- Oh, You Candy Kid（1910年）

ビリー・マレーとのデュエット作品：
- Let's Take an Old-Fashioned Walk（1907年）
- School Days（1907年）
- Wouldn't You Like to Have Me for a Sweetheart?（1908年）
- The Boy Who Stuttered and the Girl Who Lisped（1908年）
- Cuddle up a Little Closer, Lovey Mine（1908年）
- Shine On, Harvest Moon（1909年）
- Rainbow（1909年） (Columbia 10049)
- I Can't Say You're the Only One（1909年） (Edison Standard Record: 10069)
- Oh you kid!（1909年） (Edison 10090)
- Can't You See I Love You（1909年） (Edison Standard Record: 10190)
- Googy-oo（1909年） (Edison Amberol: 211)
- Blue Feather（1909年）
- Come Josephine in My Flying Machine（1911年）
- Be My Little Baby Bumble Bee（1912年）
- Nora Malone (Call Me by Phone)（1912年）
- If I Said 'Please'（1913年）
- Bedtime at the Zoo（1914年）
- Some Sunday Morning（1918年）
- By the Beautiful Sea（1914年）
- Under the Anheuser Bush （アンハイザー・ブッシュ社の宣伝に用いられた。）[要出典]
- Silver Bell（1912年）